# Ellen Streidt
Ellen Streidt, nata Strophal (Wittstock, 27 luglio 1952), è un'ex velocista tedesca orientale.

## Biografia
Nel 1971 partecipò ai campionati europei di atletica leggera di Helsinki, piazzandosi settima nei 200 metri piani e seconda nella staffetta 4×100 metri.
Nel 1972 fu quarta nei 200 metri piani ai Giochi olimpici di Monaco di Baviera, mentre nei 100 metri piani non superò i quarti di finale.
Nel 1974 ai campionati europei di Roma conquistò la medaglia d'argento nei 400 metri piani e quella d'oro nella staffetta 4×400 metri insieme a Brigitte Rohde, Waltraud Dietsch e Angelika Handt, che ottennero il record della manifestazione (3'25"21).
Il 1976 fu per lei l'anno più fortunato: ai Giochi olimpici di Montréal fu medaglia di bronzo nei 400 metri piani, mentre nella staffetta 4×400 metri, dove corse come terza frazionista, conquistò la medaglia d'oro con il tempo di 3'19"23, facendo registrare il nuovo record del mondo (e quindi anche record olimpico) insieme alle compagne di squadra Doris Maletzki, Brigitte Rohde e Christina Brehmer.

## Palmarès
| Anno | Manifestazione  | Sede     | Evento      | Risultato | Prestazione | Note                              |
| ---- | --------------- | -------- | ----------- | --------- | ----------- | --------------------------------- |
| 1971 | Europei         | Helsinki | 200 m piani | 7ª        | 23"63       |                                   |
| 1971 | Europei         | Helsinki | 4×100 m     | Argento   | 43"6        |                                   |
| 1972 | Giochi olimpici | Monaco   | 100 m piani | Batteria  | 11"48       |                                   |
| 1972 | Giochi olimpici | Monaco   | 200 m piani | 4ª        | 22"75       |                                   |
| 1974 | Europei         | Roma     | 400 m piani | Argento   | 50"69       |                                   |
| 1974 | Europei         | Roma     | 4×400 m     | Oro       | 3'25"21     | Record dei campionati             |
| 1976 | Giochi olimpici | Montréal | 400 m piani | Bronzo    | 50"55       |                                   |
| 1976 | Giochi olimpici | Montréal | 4×400 m     | Oro       | 3'19"23     | Record mondiale · Record olimpico |

## Altre competizioni internazionali
1975
- Coppa Europa di atletica leggera ( Nizza)